# Robert Pfarr
Robert Matthew Pfarr (* 24. Juli 1920 in Kenosha; † 15. Oktober 2006 in Somers (Wisconsin)) war ein US-amerikanischer Radrennfahrer und nationaler Meister im Radsport.

## Sportliche Laufbahn
Pfarr war Bahnradsportler und auch im Straßenradsport aktiv. Er war Teilnehmer der Olympischen Sommerspiele 1960 in Rom. Dort schied der Bahnvierer der USA mit Richard Cortright, Charles Hewett, Robert Pfarr und James Rossi im Vorlauf in der Mannschaftsverfolgung aus. 
Mit dem Radsport hatte er 1935 begonnen. Bei den Panamerikanischen Spielen 1959 gewann er mit Richard Cortright, James Rossi und Charles Hewett die Goldmedaille in der Mannschaftsverfolgung. Auf der Straße holte er 1950 den nationalen Titel im Straßenrennen der Amateure. 2006 wurde er in die US Bicycling Hall of Fame aufgenommen.